# Parafia Świętego Ignacego Loyoli w Suchcicach
Parafia św. Ignacego Loyoli – parafia rzymskokatolicka znajdująca się w archidiecezji łódzkiej w dekanacie bełchatowskim.
Parafia prowadzi działalność duszpasterską na terenie miejscowości: Bukowie Dolne, Emilianów, Hucisko, Huta, Mzurki, Pole Sucheckie, Pólko, Stefanów, Suchcice, Wielopole, Parcela.

## Historia

### Kościół
Kościół drewniany z bali modrzewiowych, wewnątrz wyłożony nowym drewnem sosnowym. Dach kryty deskami gontowymi.
Wieżyczka z sygnaturką, obudowana blachą miedzianą. Budowę zakończono w 1779. Kościół nie konsekrowany.
Parafia została erygowana przez abp. gnieźnieńskiego Antoniego Ostrowskiego 25 grudnia 1780.
Ołtarz główny i dwa ołtarze boczne z desek, obciągnięte płótnem malowanym temperą. W ołtarzu głównym obrazy św. Ignacego Loyoli i świętej Trójcy. W ołtarzach bocznych obrazy św. Ewy i Matki Bożej Jasnogórskiej oraz św. Kazimierza i św. Antoniego Padewskiego. Droga Krzyżowa rzeźbiona w drewnie wykonana w 1991.

## Proboszczowie od 1920 roku
- ks. Leon Zagórski (1919–1926)
- ks. Nikodem Szemborski (1926–1931)
- ks. Władysław Świderek (1931–1939)
- ks. Antoni Łukasik (1945–1946)
- ks. Józef Pryc (1946–1948)
- ks. Jan Frankowski (1948–1957)
- ks. Zygmunt Rutkowski (1957–1964)
- ks. Walerian Głowacz (1964–1966)
- ks. Roman Krajewski (1966–1968)
- ks. Jan Szkudlarek (1968–1984)
- ks. Wiesław Koper (1984–1996)
- ks. Roman Ochnicki (1996–1999)
- ks. Krzysztof Owczarek (1999–2005)
- ks. Jerzy Wójcik (2005–2010)
- ks. Mariusz Staszczyk (2010–2016)
- ks. Kazimierz Urbaniak (2016–2021)[1]
- ks. Łukasz Szmit (od 2021)

## Wspólnoty parafialne
- Żywa Róża
- Akcja Katolicka